# 2016년 1월 이스탄불 폭탄 테러
2016년 1월 12일 현지 시간 10시 20분 경에 터키의 이스탄불 술탄 아흐메트 모스크가 있는 술탄아흐메트 광장에서 폭탄 테러가 발생하였다. 이 테러로 이스탄불 당국은 10명이 사망하고 15명이 부상했다고 밝혔다. 폭발 현장은 그 일대가 유네스코 세계유산으로 지정되어 있다. 범인은 사우디아라비아에서 태어난 시리아인 1988년생 나빌 파들리(Nabil Fadli)로 이슬람 국가의 대원이다.

## 테러
폭발은 현지시간 오전 10시 20분(EET)에 이스탄불의 랜드마크 중 하나인 테오도시우스 오벨리스크가 있는 공원에서 발생했다. 단체 관광객이 모여있던 술탄 아흐멧 광장에 한 남성이 폭탄을 터트려 자폭테러를 일으켰다. 오벨리스크는 이스탄불의 또 다른 랜드마크 중 하나인 블루 모스크에서 약 25m 정도 떨어진 곳에 있었다. 경찰은 즉시 이 일대의 출입을 통제했다. 테러 직후 폭발 당시 사진과 직후의 사진이 언론을 통해서 전파되었다.
총 11명이 사망했고, 이 중 10명이 독일인 관광객이고 1명이 페루인이었다. 가디언은 테러가 술탄아흐메트 광장에 위치한 옛 독일제국이 세운 분수대 근처에서 발생했다고 보도했다. 뉴스미디어는 부상자는 15명이라고 보도했다. 이 중 6명은 독일인, 노르웨이인, 페루인, 한국인 각각 1명이 포함됐다.

### 가해자
터키 정부는 범인이 시리아 출신의 나빌 파들리라고 밝혔다. 사우디아라비아 내무국은 파들리는 사우디아라비아에서 태어났으나, 8살 때 시리아 만비즈로 이민갔다고 밝혔다. 만비즈는 현재 다에쉬가 장악하고 있는 지역이다.

### 피해자
| 독일 | 9  |  |  |
| 페루 | 1  |  |  |
| 합계 | 10 |  |  |
|      |    |  |  |

총 10명이 사망했다고 보도되었으며, 그 중 9명은 독일 관광객이다. 이 외에도 6명의 독일인, 1명의 노르웨이인, 1명의 페루인, 1명의 대한민국인이 부상당했다고 발표하였다.

## 같이 보기
- 2015년 수루츠 폭탄 테러
- 2015년 앙카라 폭탄 테러